# Uta Pippig
Uta Pippig (Leipzig, Alemania, 7 de septiembre de 1965) es una excorredora de fondo alemana, ganadora de la maratón de Nueva York en el año 1993 con un tiempo de 2:26:24 segundos, y de la maratón de Boston en tres ocasiones consecutivas (1994-1996) con un tiempo de 2:21:45, 2:25:11 y 2:27:12 segundos, respectivamente.